# Nikolaj Nekrasov

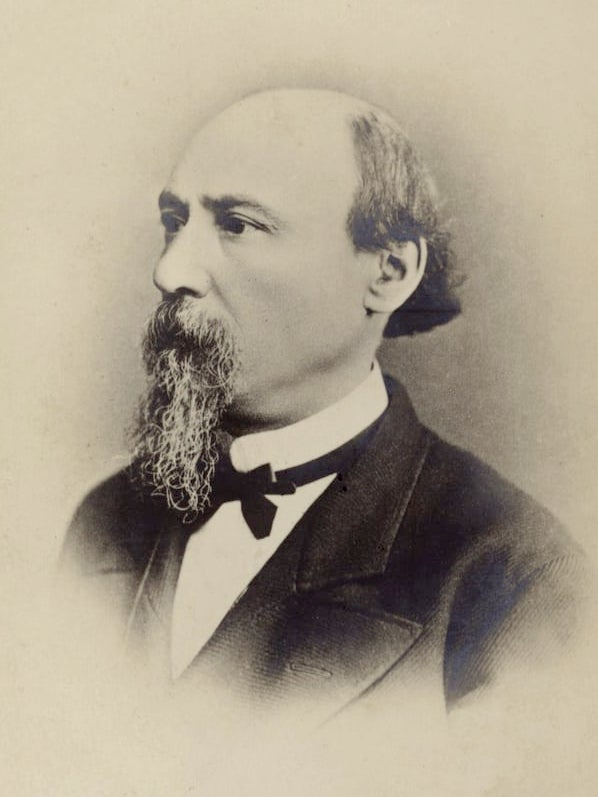
Nikolaj Nekrassov.

Nikolaj Aleksejevitsj Nekrasov (Russisch: Николай Алексеевич Некрасов) (Nemirovo, Oekraïne, 4 december 1821 - Sint-Petersburg, 8 januari 1878) was een Russisch schrijver, dichter, criticus en publicist.

## Leven
Nekrasov werd geboren als zoon van een officier en een moeder uit de Poolse adel. Hij adoreerde zijn moeder, maar had in zijn jeugd sterk te lijden onder zijn tirannieke vader. Deze zond hem op zijn zestiende naar de militaire academie in Sint-Petersburg, maar nadat hij deze opleiding op eigen initiatief verruilde voor een universitaire studie stopte zijn vader met hem financieel te steunen. In de periode rond 1840 beleefde Nekrasov zo enkele armlastige jaren.
Nekrasov probeert in deze moeilijke periode aan de kost te komen als journalist, criticus en feuilletonschrijver. In 1842 leert hij Vissarion Belinski kennen en wordt hij publicist en uitgever. Midden jaren veertig geeft hij enkele belangwekkende literaire almanakken uit, onder meer met Dostojevski's eersteling "Arme mensen". Deze almanakken zijn te beschouwen als manifesten van de 'natuurlijke school'. Nekrassov ontwikkelt zich geleidelijk tot een belangrijk spreekbuis voor de realistische en democratische schrijvers. Het door hem opgerichte tijdschrift 'Sovremennik' groeit uit tot een van de meest vooraanstaande literaire organen uit de negentiende eeuw. In latere jaren ontwikkelt Nekrassov zich meer naar de sociaal-progressieve kant en gaf als zodanig in de jaren zeventig samen met Michail Saltykov het blad 'Vaderlandse annalen' uit.
Toen Nekrasov in 1878 stierf groeide zijn begrafenis uit tot een literair-politieke demonstratie, waarin volgens de latere Marxist Plechanov "bijna de gehele staf van de Russische revolutie deelnam".

## Werk
Nekrasovs poëzie kenmerkt vooral door de uitbeelding van het Russische dorp, maar tegelijkertijd schreef hij ook gedichten waarin hij de schaduwzijde van de grootstad beschreef. Veel van zijn werk is satirisch van aard. Karakteristiek is ook de retoriek in zijn poëzie, naast in literaire vorm gegoten boerentaal, doordrongen van beeldentaal en folklore van het Russische platteland.
De grootste faam bereikt Nekrasov met zijn lange poëmen, die sterk aanleunen tegen de volkspoëzie. De meest belangrijke zijn 'Vorst Roodneus' (1864) en 'Wie is gelukkig in Rusland?' (1863-1876), in welke laatste zeven boeren twisten over de vraag wie nu eigenlijk gelukkig is in Rusland en het land in trekken om een antwoord te vinden op deze vraag.
Nekrasov staat in Rusland ook bekend om zijn kinderpoëzie.
Nekrasov heeft grote invloed uitgeoefend op de Russische poëzie, niet alleen op de 'democratische' lyrici en de boerendichters van het einde van de negentiende eeuw, maar later ook (vooral met zijn grote stadpoëzie) op schrijvers als Majakovski, Blok en Valeri Brjoesov. Er zijn vele bibliotheken naar hem genoemd waaronder de wetenschappelijke Nekrasov Bibliotheek in Moskou.

## Fragment uit 'Vorst Roodneus'
Kijk op schone dame, wees dapper,

Kijk op hier is generaal Vorst!

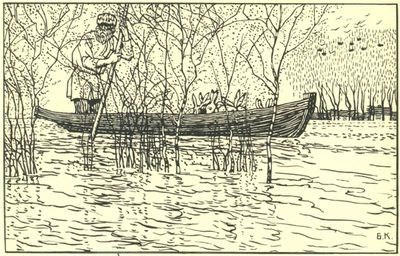
Illustratie van Koestodiev bij Nekrasovs "Grootvader Mazay en de hazen", een van de populairste Russische kindergedichten.

Geen man was ooit koener of knapper,

Vooruit geef je ogen de kost!
Mist, sneeuwstormen, hagel, orkanen -

Ik tem ze haast spelenderwijs,

Naar zeeën ga ik, oceanen,

En bouw er paleizen van ijs.

(vertaling: Peter Zeeman)